# Панаја (Вибо Валенција)
Панаја је насеље у Италији у округу Вибо Валенција, региону Калабрија.
Према процени из 2011. у насељу је живело 130 становника. Насеље се налази на надморској висини од 383 м.